# 시간의 주름 (영화)
《시간의 주름》(영어: A Wrinkle in Time)은 2018년 개봉한 미국의 판타지 모험 영화이다. 매들린 렝글의 동명의 동화를 원작으로 제니퍼 리가 각색하고 에이바 듀버네이가 연출한다. 주인공 멕 역은 아역 배우 스톰 리드가 연기하고, 오프라 윈프리, 민디 케일링, 크리스 파인, 구구 음바타로, 리바이 밀러, 데릭 매케이브, 마이클 페냐, 잭 갤리퍼내키스가 조역으로 출연한다.

## 출연진
- 스톰 리드 - 마거릿 "멕" 머리
- 오프라 윈프리 - 마녀 아줌마 "미세스 위치"
- 리스 위더스푼 - 이게뭐야 아줌마
- 민디 케일링 - 누구야 아줌마
- 크리스 파인 - 알렉산더 "알렉스" 머리 박사
- 구구 음바타로 - 케이트 머리 박사
- 리바이 밀러 - 캘빈 오키프
- 데릭 매케이브 - 찰스 월리스 머리
- 마이클 페냐 - 레드
- 잭 갤리퍼내키스 - 해피 미디엄
- 안드레이 홀랜드 - 젱킨스 교장 선생님
- 벨러미 영
- 로언 블랜처드
- 윌 매코맥